# Myrmecotypus olympus
Myrmecotypus olympus là một loài nhện trong họ Corinnidae.
Loài này thuộc chi Myrmecotypus. Myrmecotypus olympus được miêu tả năm 1969 bởi Reiskind.